# SINGULAR
SINGULAR là một hệ thống đại số máy tính để tính toán đa thức, chú trọng đặc biệt vào nhu cầu của đại số giao hoán, hình học đại số, và lý thuyết kỳ dị. Nó có một ngôn ngữ lập trình trực quan tương tự như ngôn ngữ C với kiểu dữ liệu khác để tính toán vành đa thức. Điều này cho phép người dùng có thể tự viết thư viện cho mình. Bản thân gói phần mềm có chứa nhiều loại thư viện như vậy để dành cho các ứng dụng khác nhau.
SINGULAR là sản phẩm của Khoa Toán trường Đại học Kỹ thuật Kaiserslautern, với những người đứng đầu dự án là Gert-Martin Greuel, Gerhard Pfister và Hans Schönemann, và được phát hành theo Giấy phép Công cộng Chung GNU (GPL). Nó chạy được trên hầu hết các hệ thống phần cứng và phần mềm, bên cạnh những nền tảng phổ biến là Linux, Unix ảo dành cho Windows (dùng cygwin) và Mac OS X.